# Julius Wagner-Jauregg
Julius Wagner-Jauregg est un médecin neurologue et psychiatre autrichien, né le 7 mars 1857 à Wels et mort le 27 septembre 1940 à Vienne, lauréat en 1927 du prix Nobel de physiologie ou médecine pour sa mise au point de la malariathérapie dans le traitement de la syphilis. Il est également connu pour ses contributions à l'étude du crétinisme et de la prophylaxie du goitre, ainsi qu'à une réforme de la législation psychiatrique. Sa pratique du traitement électrique des névrosés de guerre l'exposa à des poursuites judiciaires. 
La découverte de ses sympathies nazies en 2004 a suscité une vive émotion en Autriche.

## Biographie
Il naît d'Adolf Johann Wagner et de Ludovika Jauernigg Ranzoni. Sa mère meurt quand il est très jeune. Son père, haut fonctionnaire fait chevalier en 1883, prend le nom de von Jauregg, ajoutant à son patronyme une particule à laquelle Julius renoncera en 1919, à la chute de l'Empire. Après une scolarité au Schottengymnasium (de), il fait ses études de médecine à Vienne de 1874 à 1880. Sa thèse de médecine porte sur « L'origine et la fonction du cœur accéléré ».
Ne trouvant pas de situation comme médecin généraliste, il accepte en 1883 un poste d'assistant à la clinique psychiatrique universitaire, et le conserve jusqu'en 1887. De 1889 à 1893, il est professeur de psychiatrie à l'université de Graz, et directeur d'une clinique psychiatrique.
En 1893, il regagne Vienne où il occupe un poste de professeur à l'université jusqu'en 1928. Parmi ses élèves, on compte Constantin von Economo, qui se distingua en décrivant l'encéphalite léthargique dans les années 1920 et Alexandra Adler, fille du psychiatre Alfred Adler.
Il se marie avec Balbine Frumkin, et ils ont deux enfants, puis il se remarie avec Anna Koch. D'abord ami de Sigmund Freud, qu'il avait connu dans le laboratoire de Salomon Stricker, Jauregg s'opposa à lui en émettant des réserves à l'égard de la psychanalyse.
Ses collègues le décrivent comme une personnalité brillante, capable de penser hors des sentiers battus, mais aussi de rapport difficile, car il pensait que « un homme de caractère n'a pas besoin de s'embarrasser des principes courants ».

### Activités scientifiques
En 1887, il publie un article sur les effets des maladies fébriles sur les psychoses, il fait la synthèse des données connues en présentant ses propres observations. Il conclut que la fièvre pourrait être un moyen de traiter les psychoses.
En 1889, à Graz, il s'intéresse plutôt aux effets de l'iode sur le goitre et le crétinisme. À partir de 1923, ses travaux seront à l'origine de la prévention par sel iodé du crétinisme endémique dans les vallées alpines autrichiennes.
En 1893, de retour à Vienne, il reprend ses expériences de pyrothérapie (traitement par la fièvre). En 1909, au 16e congrès international de médecine de Budapest, il présente les résultats de ses travaux, montrant des améliorations en utilisant la tuberculine chez des sujets atteints de paralysie générale, ce qui est accueilli avec un grand scepticisme.

#### Névrose de guerre
Pendant la Première Guerre mondiale, il préconisa le traitement par électrisation des soldats traumatisés. De fait, ces soldats préféraient retourner sur le théâtre des combats plutôt que de continuer à subir le traitement infligé, avec cruauté mais probablement sans son aval, dans certaines cliniques viennoises. En 1920, à la suite de plaintes de soldats autrichiens, il fut donc accusé de pratiques barbares. Freud joua le rôle d'expert au cours de ce procès.
Le débat porte sur la distinction entre simulation, obusite ou névrose de guerre (devenue trouble de stress post-traumatique). Pour Wagner-Jauregg, simulation et névrose constituent un même ensemble, le traitement électrique étant un moyen d'obtenir des aveux. Pour Freud, la distinction est fondamentale car la simulation est un processus conscient alors que la névrose est la manifestations de troubles inconscients, ceux-ci étant beaucoup plus fréquents que la simulation. Dès lors l'hypnose et la psychanalyse étaient préférables à l'électricité.
Le débat se transforme en joute verbale entre partisans et adversaires de la psychanalyse, et Wagner-Jauregg fut finalement disculpé, gardant du ressentiment à l'égard de Freud.
Fin 1924, Wagner-Jauregg, en tant que membre extraordinaire du Conseil d’État de la santé de Vienne, demande l'interdiction de pratiquer la psychanalyse aux non-médecins, visant plus particulièrement un élève de Freud, Theodor Reik, accusé d'exercice illégal de la médecine et de charlatanisme.
Freud défend son élève avec notamment La question de l'analyse profane (1926), Reik est innocenté, mais quitte Vienne, du fait d'une publicité négative, pour Berlin.

#### Malariathérapie
En 1917, à partir de soldats atteints de paludisme (de retour du front des Balkans), Warner-Jauregg inocule du sang infecté aux patients atteints de paralysie générale (neurosyphilis). Il choisit l'inoculation du paludisme (forme de la fièvre tierce bénigne) parce cette maladie était contrôlable par la quinine. Une première série de cas est publiée en 1918, et en 1921, il annonce avoir traité plus de 150 patients avec cette méthode, la malariathérapie (que lui-même appelait thérapie Wagner-Jauregg).
La malariathérapie est alors rapidement adoptée par la communauté internationale et utilisée jusqu'à la découverte des antibiotiques. Il obtient le prix Nobel de physiologie ou médecine en 1927, « pour sa découverte de la valeur thérapeutique de l'inoculation de la malaria dans le traitement de la dementia paralytica ».

### Sympathies nazies
À cause de l'émoi provoqué, notamment, par les démarches d'un conseiller municipal, une commission officielle a été constituée en 2004 pour examiner les engagements politiques et éthiques de Wagner-Jauregg. Elle est arrivée à la conclusions suivante : Wagner-Jauregg n'a jamais été membre du parti nazi, mais il a demandé son adhésion peu de temps avant sa mort et cette demande n'a été refusée que du fait que sa première femme était juive. D'autre part, la commission n'a trouvé aucune phraséologie nazie dans ses écrits concernant l'eugénisme. Elle s'est contentée de les juger comme reflétant des préoccupations et des préjugés largement partagés à l'époque. 
Le fait est cependant que Wagner-Jauregg était un fervent partisan de l'hygiène raciale, qu'il a présidé la Ligue autrichienne pour la régénération raciale et l'hérédité, et qu'il a appelé, en 1935,  à la stérilisation forcée des malades mentaux, des criminels, et autres personnes jugées « génétiquement inférieures ».
En 2012, en Autriche, plusieurs rues et établissements médicaux portent le nom de Wagner-Jauregg. Il reste une figure controversée dans l'histoire, oscillant entre la reconnaissance et le mépris.